# Louis Quempe
Alfred Louis Joseph Quempe (ur. 17 sierpnia 1883 w Valenciennes, zm. 9 lutego 1961 w Lille) – francuski gimnastyk, medalista olimpijski.
W 1920 r. reprezentował barwy Francji na letnich igrzyskach olimpijskich w Antwerpii, zdobywając brązowy medal w wieloboju drużynowym. 